# Sonia Candi
Sonia Candi (Faenza, 8 novembre 1993) è una pallavolista italiana, centrale della Megavolley.

## Carriera

### Club
La carriera di Sonia Candi inizia nella stagione 2012-13 quando viene ingaggiata dall'AGIL di Novara, in Serie A2. Nell'annata successiva si accasa alla Trentino Rosa di Trento in Serie B1, con cui conquista la promozione in cadetta, dove gioca con la stessa maglia nella stagione 2014-15.
Per il campionato 2015-16 passa alla Pro Victoria, sempre in Serie A2, ottenendo una nuova promozione ed esordendo con la stessa squadra nella Serie A1 nella stagione 2016-17. Resta nella massima divisione anche per l'annata 2018-19 difendendo i colori del San Casciano e in quella 2019-20 con il Cuneo Granda, dove milita per un biennio; nella stagione 2021-22, quando fa ritorno alla Pro Victoria, a cui è legata per tre annate.
Per il campionato 2024-25 veste la maglia della Megavolley, sempre in Serie A1.